# Ortadoğu
Ortadoğu (deutsch „Naher Osten“) ist eine türkische Tageszeitung, die erstmals am 3. Mai 1972 erschien. 
Gegründet wurde die Zeitung von Zeki Saraçoğlu (1936–2006), einem Weggefährte von Alparslan Türkeş, als dessen Adjutant er am Militärputsch vom Mai 1960 teilgenommen hatte. Nachdem Türkeş Chefs der Partei der Nationalistischen Bewegung (MHP) geworden war, beauftragte er Saraçoğlu mit der Gründung einer Zeitung. Eine bekannte Mitarbeiterin für die Zeitung war Rabia Kazan.
Ortadoğu gilt seit ihrer Gründung als Parteizeitung der MHP, gehörte ihr formal aber nie. Auflage und Reichweite von Ortadoğu blieben jedoch hinter der 1974 ebenfalls von Saraçoğlu herausgegebenen und nach dem Militärputsch 1980 verbotenen Tageszeitung Hergün (Jeden Tag) zurück. Ortadoğu verfolgt eine nationalistische, islamische und pantürkische Linie und ist der Ideologie der Ülkücü-Bewegung verpflichtet.
Seit dem Tod ihres Gründers wird die Zeitung von dessen Ehefrau Belkıs Saraçoğlu herausgegeben. Das Amt des Chefredakteurs ist derzeit (Stand: Januar 2017) nicht besetzt; im Impressum wird Meryem Bozdağı als „Redaktionsleiterin“ geführt.